# Nedim Tutić
Nedim Tutić (17 juli 1964) was een voormalige voetballer en voetbalcoach die voorkeur had als een middenvelder.

## Carrière
Tutić had gespeeld bij FK Sarajevo, KF Liria Prizren, FK Sloboda Užice, FK Rad, Omonia Nicosia, Zeytinburnuspor, Olympiakos Nicosia en Ethnikos Assia. Hij beëindigt zijn voetbalcarrière in 1998. Daarna werd hij trainer van Omonia Nicosia in 2008. 